# Nicolas Cage
Nicolas Kim Coppola (Long Beach, 7 januari 1964), beter bekend onder zijn artiestennaam Nicolas Cage, is een Amerikaans acteur.

## Biografie
Hij werd geboren in Long Beach, Californië, als zoon van hoogleraar literatuurwetenschap August Coppola en choreografe Joy Vogelsang. Zijn grootvader is de componist Carmine Coppola. Zijn vader is de broer van regisseur Francis Ford Coppola en actrice Talia Shire.
Hij veranderde vroeg in zijn carrière zijn naam, om niet te profiteren van het succes van zijn oom en te worden beschuldigd van nepotisme. Hij koos voor de naam 'Cage' naar stripboekheld Luke Cage.
In 1982 had hij een klein rolletje in Fast Times at Ridgemont High, gevolgd door Francis Ford Coppola's Rumble Fish in 1983. In hetzelfde jaar brak hij door met een hoofdrol in de film Valley Girl. Vele films volgden. Voor zijn rol in Birdy, uit 1984, liet hij zonder verdoving een tand uittrekken om zich in te leven in zijn rol.
In 1987 speelde hij de hoofdrol in twee van de succesvolste films van dat jaar, waarmee hij zijn status als belangrijk acteur bewees. In Raising Arizona van de Coen Brothers speelde hij een dommige boef met een gouden hart die samen met agente Holly Hunter een gezin wil stichten. In Moonstruck speelde hij de man waarop Cher verliefd wordt. De laatste film bezorgde hem vele vrouwelijke bewonderaars en een Golden Globe-nominatie.
In 1990 speelde hij in Wild at Heart van David Lynch een gewelddadige Elvis-fan. Een andere belangrijke rol was Leaving Las Vegas uit 1995, waarin hij een suïcidale alcoholist speelt, die in Las Vegas verliefd wordt op een prostituee (gespeeld door Elisabeth Shue). Voor zijn rol in Leaving Las Vegas kreeg Nicolas Cage de Academy Award voor beste acteur.
Na in 1995 zichzelf te hebben bewezen als serieus acteur, volgde een reeks big-budget-actiefilms, als The Rock, Con Air en Face/Off. In 1998 speelde hij een engel die verliefd wordt op Meg Ryan in City of Angels en in 2000 keerde hij weer terug naar de actiefilm met Gone in 60 Seconds.
In de 21e eeuw begon hij ook een nieuwe carrière, als filmproducent. Hij produceerde onder andere The Life of David Gale, met Kate Winslet en Kevin Spacey. In 2002 speelde hij in Adaptation. van Spike Jonze een zware dubbelrol, waarin hij zowel de scriptschrijver Charlie Kaufman als diens (fictieve) broer Donald speelde. Voor deze rol kreeg hij zijn tweede Oscarnominatie.
In 2006 kwam de film World Trade Center uit, waar hij brigadier John McLoughlin speelt die vast komt te zitten onder het ingestorte WTC. Samen met Will Jimeno zit hij drie dagen vast onder het puin. In 2012 kwam Ghost Rider: Spirit of Vengeance uit, de opvolger van de film Ghost Rider.
De laatste jaren heeft Cage te kampen met grote financiële problemen. In 2009 heeft hij twee van zijn huizen moeten verkopen en daarnaast verschillende auto's en boten.

## Privé
- Cage is in februari 2021 gehuwd met Riko Shibata. Hij heeft twee zoons met zijn ex-partners. Cage was eerder gehuwd met Patricia Arquette, met Lisa Marie Presley en met Alice Kim. In 2019 trouwde hij met Erika Koike, maar dit huwelijk duurde maar vier dagen.[2]
- Zijn oudste zoon gebruikt zowel de artiestennaam van zijn vader als de familienaam, Weston Coppola Cage, hoewel hij ook de naam Wes Cage gebruikt, en is zanger in een project waarin hij extreme metal maakt.[3]
- Cage is een groot liefhebber van zowel klassieke muziek als heavy metal en luistert onder meer naar Nine Inch Nails, Mötley Crüe en Rob Zombie.
- Cage kocht in 2007 een schedel van een Tyrannosaurus op een veiling in Beverly Hills, voor $276,000 (€254.000), niet wetende dat het was gestolen van Mongolië. Nadat hij in 2014 op de hoogte werd gebracht van de diefstal, heeft hij vrijwillig afstand gedaan van de schedel. Hij is hiervoor nooit gecompenseerd. Hij schijnt op de veiling Leonardo diCaprio te hebben overboden, die anders met de schedel van de uitgestorven dinosauriër in zijn maag zou hebben gezeten.

## Filmografie

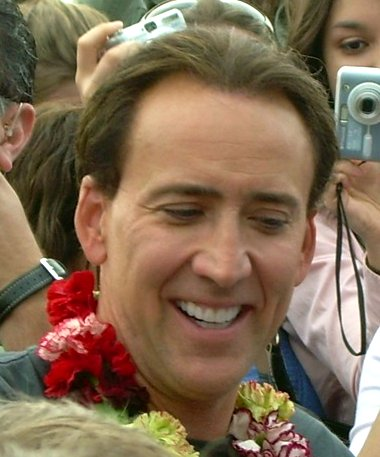
Cage deelt handtekeningen uit.